# جو رانتز
جو رانتز (31 مارس 1914 - 10 سبتمبر 2007) هو كان مجدف أمريكي، حصل على الميدالية الذهبية في الألعاب الأولمبية الصيفية 1936.